# ビーデンコプフ
ビーデンコプフ (ドイツ語: Biedenkopf, ドイツ語発音: [ˈbiːdn̩kɔp͜f]) は、ドイツ連邦共和国ヘッセン州マールブルク＝ビーデンコプフ郡に属す市である。ミッテルヘッセン北部のラーン川上流に位置する。この街は、1974年にマールブルク郡と合併するまではビーデンコプフ郡の郡庁所在地であり、歴史的にはヒンターラントの首邑と見なされていた。現在ヒンターラントの一部は他の郡に属している。

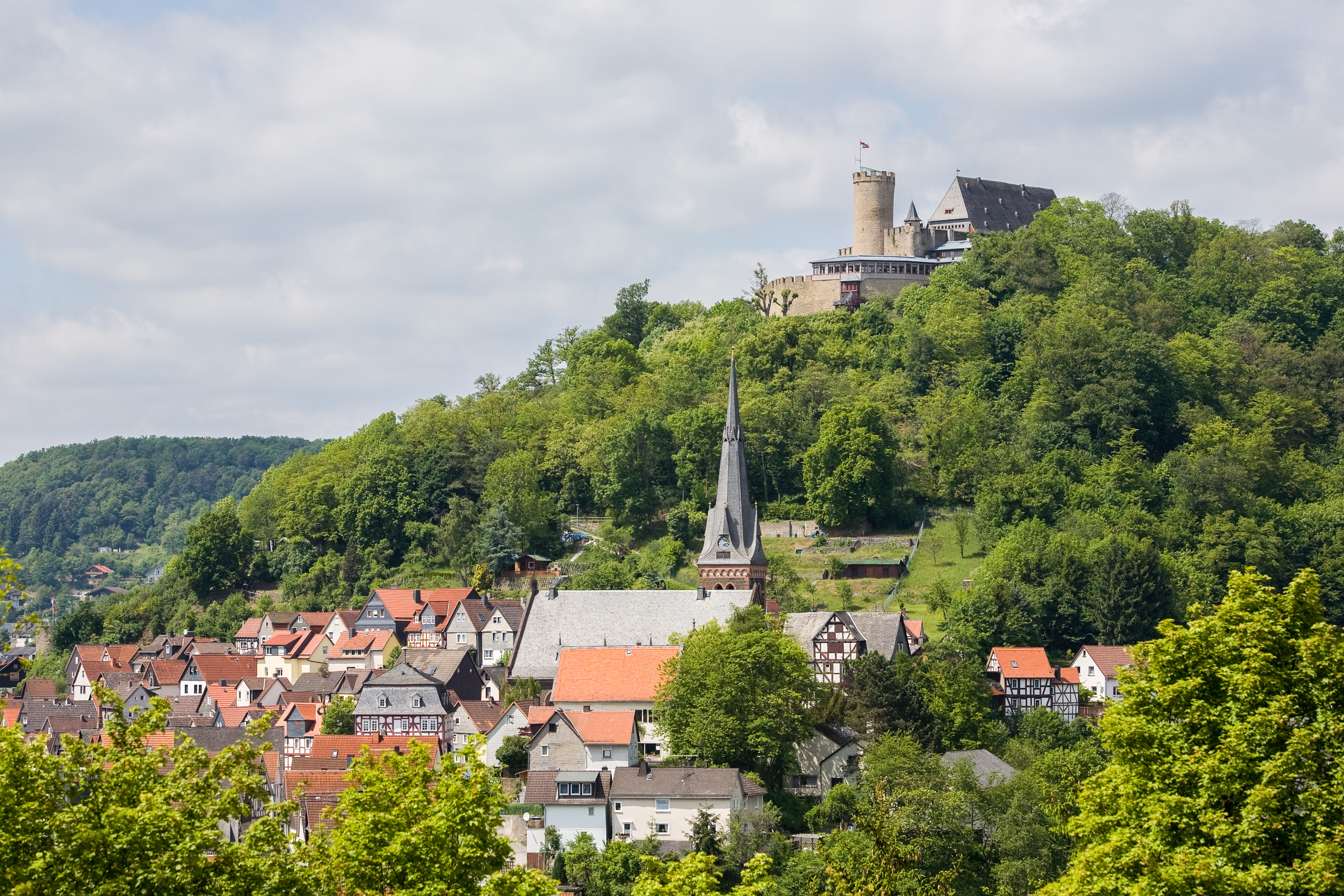
ビーデンコプフ中心部。丘の上がビーデンコプフ城。麓の尖塔は市教会の塔である。

## 地理

### 位置
ビーデンコプフ市は、マールブルク＝ビーデンコプフ郡の西部に位置する。中核市区の北東に高さ 674 m のザックプファイフェとその前山があり、南西にはグラーデンバッハ山地に属すシュヴァルツェンベルクとその支脈がある。
この街は、他の18市町村とともにラーン＝ディル＝ベルクラント自然公園に属す。

### 隣接する市町村
以下の市町村がビーデンコプフ市と境を接する。北から時計回りに列記する。ハッツフェルト、バッテンベルク（ともにヴァルデック＝フランケンベルク郡）、ミュンヒハウゼン、ダウトフェタール、ブライデンバッハ（以上マールブルク＝ビーデンコプフ郡）、バート・ラースフェ、バート・ベルレブルク（ともにノルトライン＝ヴェストファーレン州ジーゲン＝ヴィトゲンシュタイン郡）

### 市の構成
この街には、中核市区のビーデンコプフの他、以下の市区が含まれる。ブライデンシュタイン、デクスバッハ、エッケルスハウゼン、エンゲルバッハ、カッツェンバッハ、コムバッハ、ヴァラウ、ヴァイフェンバッハ。

### 土地利用
2009年1月1日現在の土地利用を以下に示す。
| 用途                         | 面積  | 面積   |
| 用途                         | (ha)  | (%)    |
| 住宅地および空き地           | 572   | 6.33   |
| 産業用地                     | 12    | 0.13   |
| 保養地、レクリエーション施設 | 75    | 0.83   |
| 交通用地                     | 390   | 4.32   |
| 農地                         | 1,726 | 19.11  |
| 森林                         | 6,117 | 67.72  |
| 水域                         | 71    | 0.79   |
| その他                       | 70    | 0.77   |
| 計                           | 9,033 | 100.00 |

## 歴史

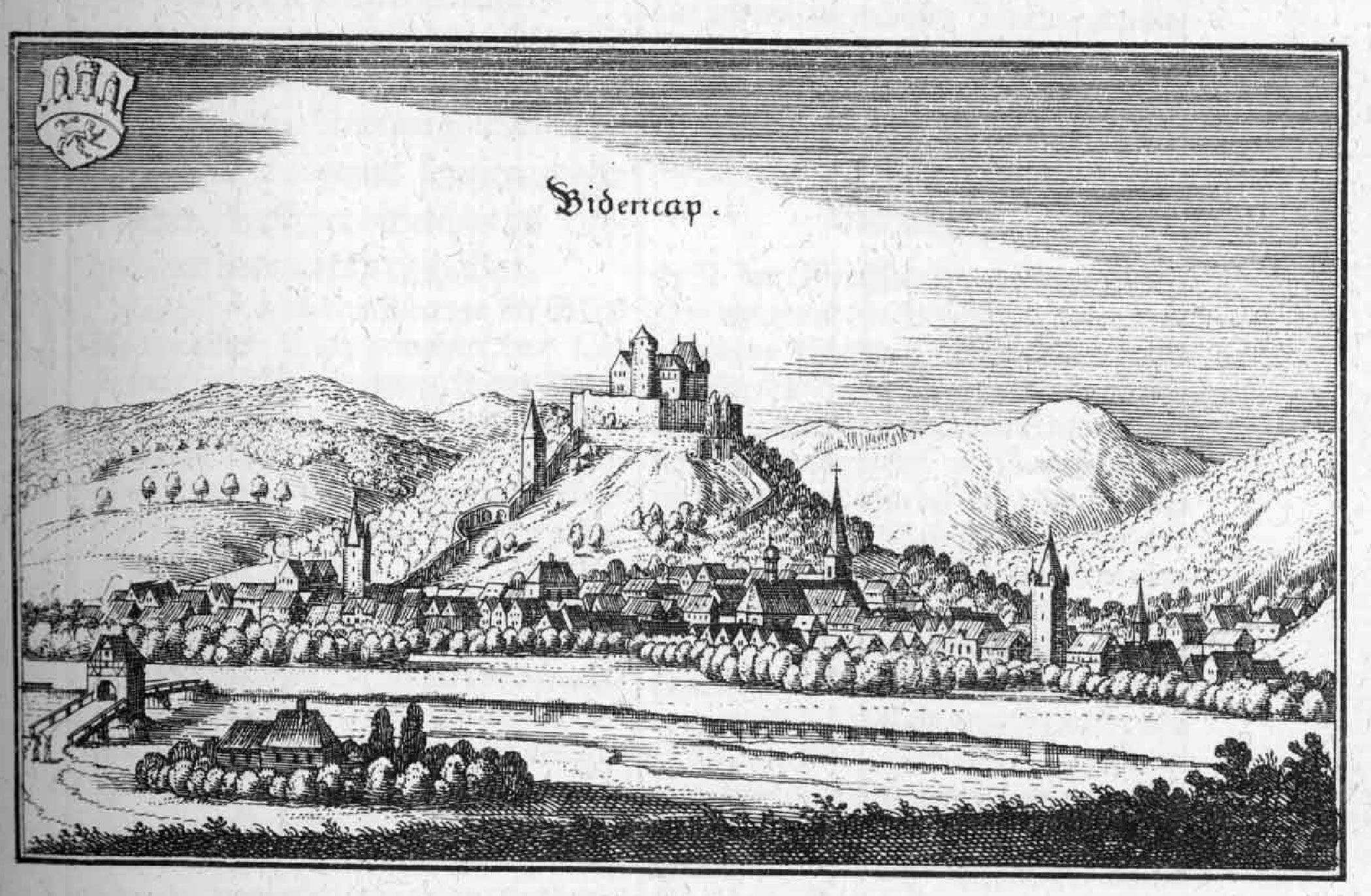
1655年に出版されたマテウス・メーリアンの銅版画に描かれたビーデンコプフ

ビーデンコプフは、1196年にケルン大司教のミニステリアーレとして Harmouthdus von Biedencaph という人物が記録されたのを文献上の初出とする。von Biedencap(h) 家は、フォン・ホーエンフェルス家に由良医師、ビーデンコプフ城の前身となる城を築いた。1231年頃にこの城はコンラート・フォン・テューリンゲンの所有となり、彼は城の麓にビーデンコプフ市を建設した。1302年にビーデンコプフはヘッセン方伯の所領となったが、この街は何度も借金の担保とされた。この街は、アムト（古い地方行政単位）の本部所在地（郡庁所在地）となった。
この他の地元貴族には以下の家があった: 
- ブライデンバッハ家。旧フェルゼンケラーの麓のホプフガルテンにフーフェンブルク城を構えていた。
- デーリング家。オーバーガッセのデーリングス城を有した。
- シェンク家。教会の向かいにある木組み建築、シェンクバールシェス・ハウス。

1832年6月6日にビーデンコプフはビーデンコプフ郡の郡庁所在地となった。
1840年代に鉄道建設が計画された。しかしこの工事が始まったのは1880年になってからであった。この路線は1883年3月19日に開通した。

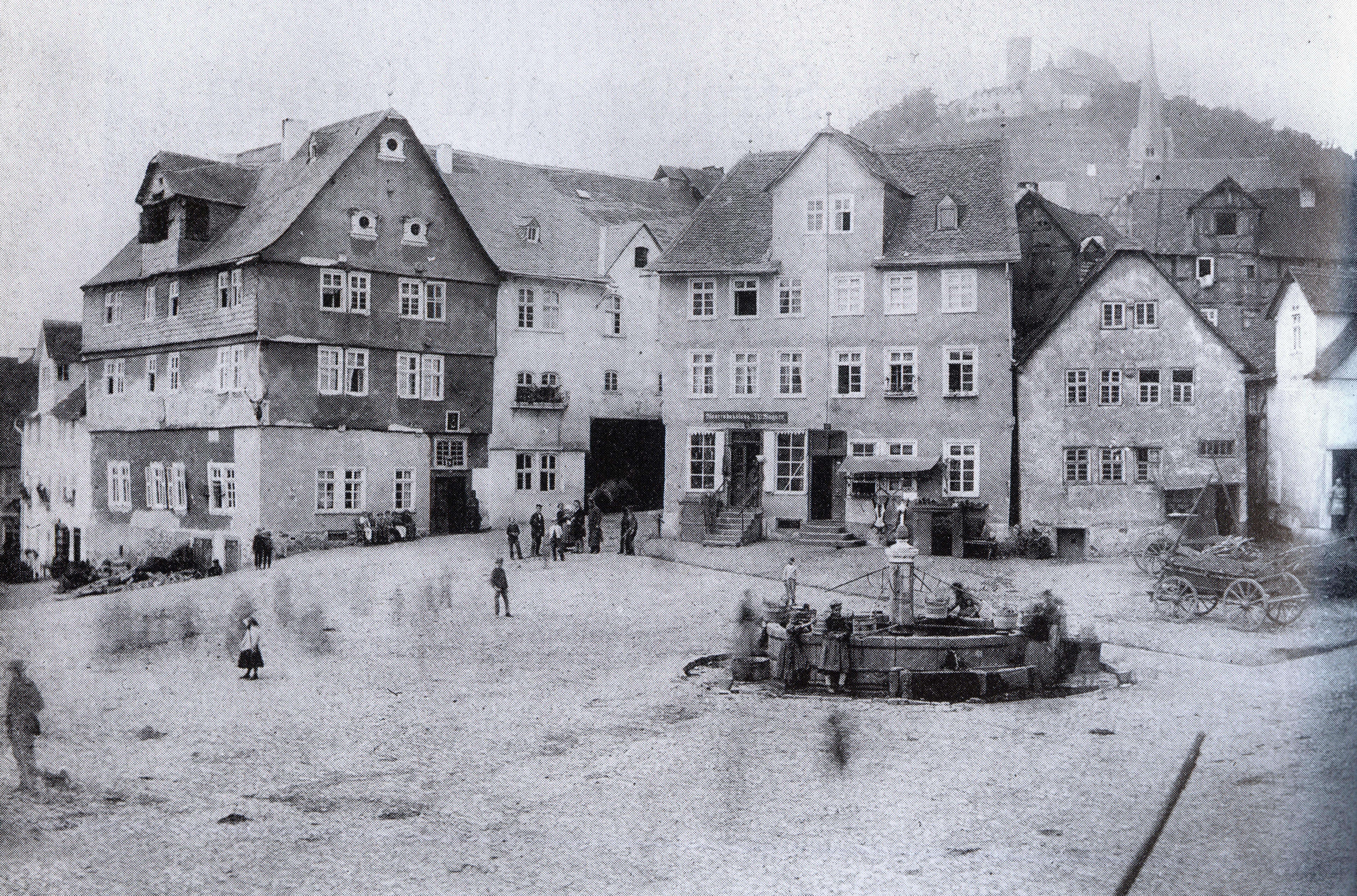
1860年頃のマルクト広場。中央に泉があり、人々が水を汲んでいる。

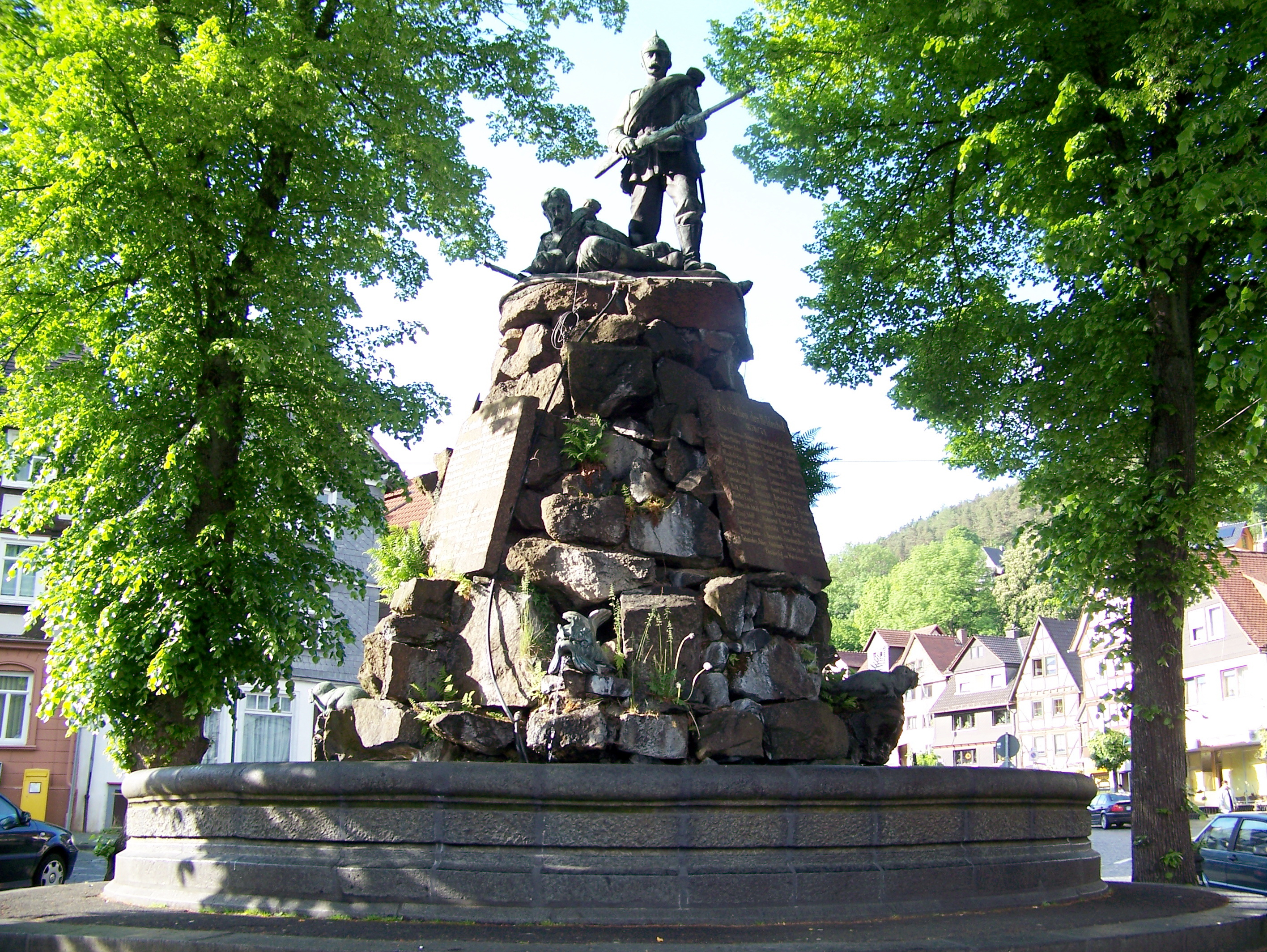
1904年に建立された戦没者記念碑の泉

1886年および1870年から1871年の戦争によるビーデンコプフ郡の戦死者を記念して、1904年に在郷軍人会によってマルクト広場に泉とともに戦没者記念碑が建立された。それ以前はここに住民に飲み水を供給する砂岩の泉があった。水を汲むための泉は初代市庁舎（現存している）に近いオベーラー・マルクト広場やシュタットガッセ（ボックスブルン）にある。
1933年頃、ヘッセンはNSDAPの牙城となっていた。このためアドルフ・ヒトラーは1933年にこの街の名誉市民号を授与された。この栄誉は、奇妙なことに、1946年と2007年の2度剥奪されている。
第二次世界大戦後、特に旧ドイツ東部領土から追放された人々のために、多くの住宅が建設された。こうした事情はドナウシュヴァーベン通りやズデーテン通りといった通りの名にうかがうことができる。
1974年7月1日、ヘッセン州の地域再編に伴い、ビーデンコプフ郡、マールブルク郡、郡独立市マールブルクが合併してマールブルク＝ビーデンコプフ郡が成立したことにより、ビーデンコプフは郡庁所在地の地位を失った。同時に、ブライデンシュタイン、ヴァラウ (ラーン) およびブーヒェナウ (ラーン)のカッツェンバッハ地区がビーデンコプフ市に合併した。

## 宗教
歴史的背景から、ビーデンコプフ中核市区の住民は主に福音主義(ルター派)信者が主である。かつて少数派であったカトリック系住民は、第二次世界大戦後の移民や追放された人々の流入により、顕著に増加した。キリスト教の教会組織としては、ヘッセン＝ナッサウ福音主義教会、聖ヨーゼフ司祭区（ローマ・カトリック）、自由福音派教会、新使徒派教会、聖書派教会、イエス・キリスト・オアシス教会がある。ヘッセン＝ナッサウ福音主義教会ビーデンコプフ教会地区には約27,000人のルター派信徒が属しており、19の教会共同体が存在している。ムスリムはインドゥストリー通りの Yunus Emre Camii モスクへ詣でる。

## 行政

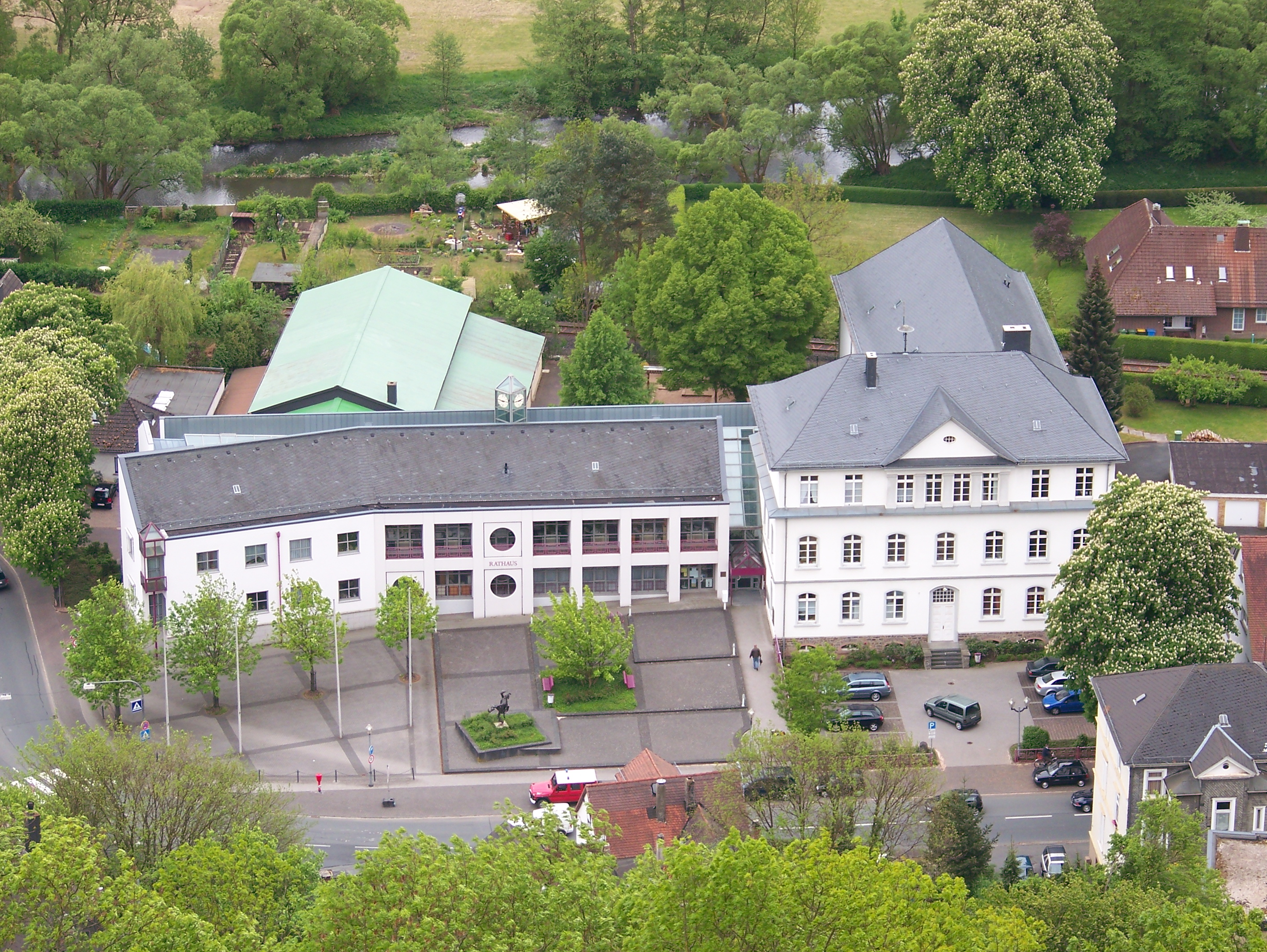
ビーデンコプフ市庁舎

### 市議会
ビーデンコプフの市議会は、 37 議席からなる。

### 市長
市長のリストは1310年まで遡ることができる。第二次世界大戦後の市長を列記する。
- 1945年 - 1954年　カール・ヒルレンブラント
- 1954年 - 1972年　クルト・シュヴェルト
- 1973年 - 1981年　アクセル・エルゲーティ
- 1981年 - 1993年　マルティン・ミュラー
- 1993年 - 2011年　カール＝ヘルマン・ボルドルフ
- 2011年 - ヨアヒム・ティーミヒ

### 紋章
図柄: 青地で、銀の胸壁の上に3本の青い塔。中央の塔は胸壁を戴いており、両側の塔は赤い尖塔屋根に金の擬宝珠を戴いている。中央の塔の両側に金の四つ葉。壁の下は赤地で、歩く金の獅子が描かれている。
この紋章は、1908年または1909年に公式に認可され、1975年7月24日ヘッセン内務省に改めて許可された。この紋章は盾型の中に彩色された市の印章を描いている。印章は1259年から使われていたことが分かっており、1266年には史料に登場する。これは街を描いたものである。

### 姉妹都市
- ラ・シャリテ＝シュル＝ロワール（フランス、ニエーヴル県）1960年
- コゴレート（イタリア、リグーリア州）1963年
- Oostduinkerke-aan-Zee（ベルギー、ウェスト＝フランデレン州コクセッドの市区）1966年
- Wépion-sur-Meuse（ベルギー）1974年
- Kecskéd（ハンガリー、コマーロム・エステルゴム県）1989年
- ノイシュタット・アン・デア・オルラ（ドイツ、テューリンゲン州）1991年

他の街と同様にビーデンコプフは1960年代に、ヨーロッパの友好的発展に寄与するためにヨーロッパの都市と姉妹関係を結んだ。最初の姉妹都市協定はフランスの町ラ・シャリテ＝シュル＝ロワールであった。姉妹都市関係樹立50周年が2010年に祝われた。続いて姉妹都市協会が設立され、ヨーロッパの異なる国の都市との間で姉妹都市協定が結ばれた。また、ドイツ再統一後に旧東ドイツ、テューリンゲン州のノイシュタット・アン・デア・オルラとの間で姉妹都市関係が結ばれた。「四都市会合」（後に「五都市会合」）として、毎年持ち回りで野外キャンプを含む青年交歓プログラムが持たれている。さらにビーデンコプフとその姉妹都市の学校間で友好訪問も行われている。ベルギーの海岸の町 Oostduinkerke とビーデンコプフの自衛消防団は、定期的に交流を行っている。イタリアの町コゴレートとの交流は近年希薄になっている。
この街の友好都市関係の締結が評価され、1985年に欧州議会からこの街に栄誉旗が授与された。

## 文化と見所

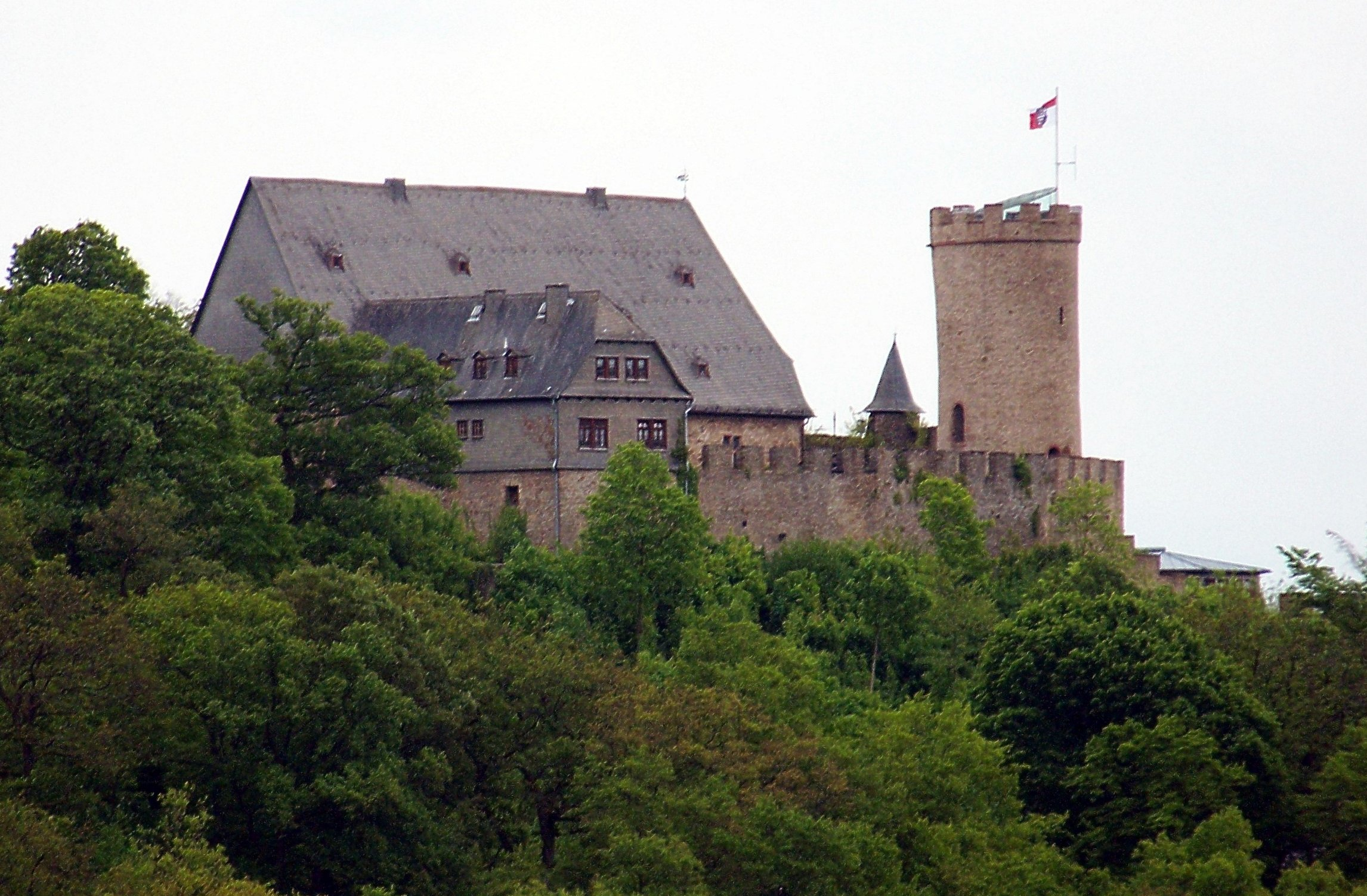
ビーデンコプフ城

### 博物館
ビーデンコプフ城のヒンターラント博物館の他に、エッケルスハウゼンのシャルテンホーフ、ヴァラウの村の博物館、エンゲルバッハの村の資料室、エンゲルバッハの私立ホルダー（トラクター）博物館、オーバーシュタットの私立イコンとテキスタイルの博物館「シェンクバールシェス・ハウス博物館」がビーデンコプフの博物館群に属している。

### 音楽
音楽の面で特筆すべきは、5月21日を含む週に開催される「エッケルスハウゼン音楽の日」である。1970年から体育協会と自衛消防団がビーデンコプフ中核市区内で楽隊パレードを行う。時には青年部会もこれに加わる。また、ビーデンコプフには多くの合唱団、1組のアコーディオン・オーケストラ（1956年創設）、1組のハーモニカ・グループがある。ラーン室内管弦楽団は1994年に設立された弦楽オーケストラで、この地域で室内楽のコンサートを行っている。ヴァイフェンバッヒャー・ムジカントは、地元の楽隊として何十年もの伝統を持つ。「音楽の村」ヴァイフェンバッハには、さらにMGV 1885 ヴァイフェンバッハ、ヴィフェンバッハ女声合唱団、混声合唱団「レッツ・シング」の3つの合唱団がある。1954年からビーデンコプフに民族舞踊グループがあり、時には独立した子供のグループと公演を行っている。

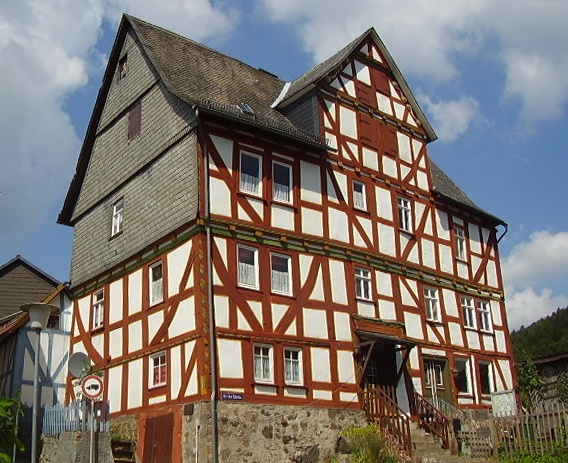
シェンクバールシェス・ハウス

### 建造物
ビーデンコプフの旧市街には数多くの木組み建築が保存されている。中でも最も古い建物は教会に面した方伯の役宅で、「シェンクバールシェス・ハウス」として知られている。
市の高台に14世紀に建てられたビーデンコプフ城がある。現在はヒンターラント博物館が入っている。
市の風景を決定づけている建物は、保護文化財に指定されている、かつて市の中心であった市教会である。

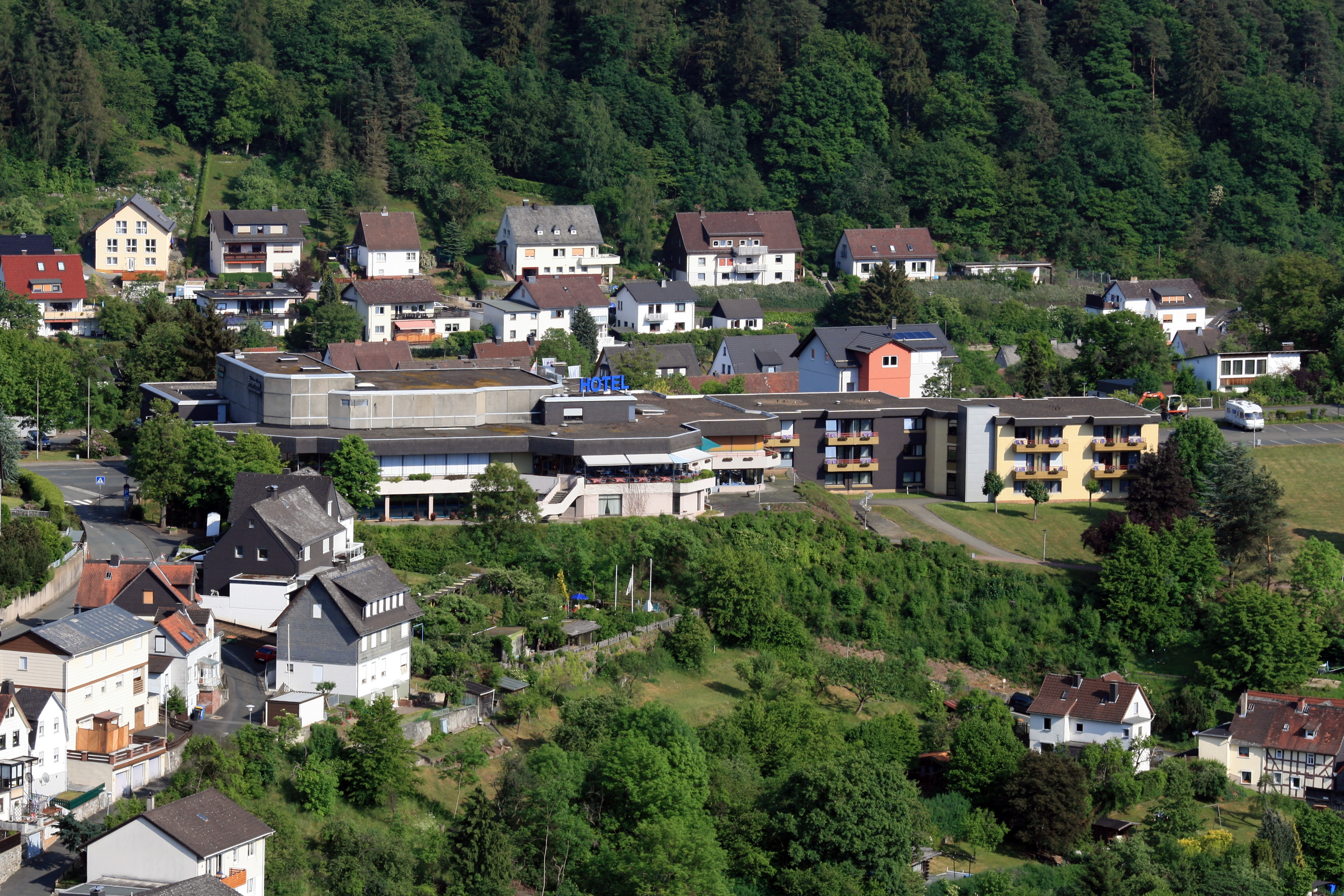
ビュルガーハウスとそれに接続したホテル。この下側が市立公園になっている。

- ビーデンコプフ旧市庁舎
- アム・マルクト1番地の木組み建築（ドイツ銀行）
- オーバーガッセ40番地の木組み建築
- ビーデンコプフの市教会

### 公園
- ビュルガーハウスの麓の市立公園

### スポーツ
ビーデンコプフは、中核市区に4つの体育館（大体育館、市立学校の体育館、ラーンタールシュールギムナジウムのラーンタールハレ、TV 1862 ビーデンコプフのファーター・ヤーン・ハレ）と、ヴァラウに大体育館、ヴィフェンバッハに体育館を有している。水泳に関しては、ビュルガーハウスの屋内プール（民営のホテルの施設）とラータールバート（屋外プール）がある。さらにブライデンシュタイン地区には水浴のできる水辺を持つペルフ貯水湖がある。テニスクラブ TC ロート＝ヴァイス 1969 ビーデンコプフの競技施設は、ラーン川沿いにあるフランツ＝ヨーゼフ・シュターディオンの近くのテニス場である。もう1つのテニスクラブであるアウエ TC は、隣接するアウエ・テニスおよびサッカー・センターでプレイしている。2011年秋にこの2つのクラブが合併し、会員数約 200 人の TC ビーデンコプフが形成された。フランツ＝ヨーゼフ・シュターディオンの近くでは陸上競技大会が開催され、人工芝を使って VfL 1911 ビーデンコプフのホームゲームが行われる。このスタジアムの対岸にあたる祝祭広場ブライヒェでは、乗馬大会が開催される。厩舎や乗馬場がある乗馬ホール、射撃協会の建物に面した射撃練習場、コッテンバッハタールのアスレチックコースが中核市区のスポーツ振興に寄与している。地元のクラブでは、チェスや武道も組織されている。
1992年にTV ビーデンコプフ、TV ヴァイフェンバッハ、TV ヴァラウ、 TuS ニーダーラースフェ の体操競技部門が合併して、オベーレ・ラーン体操クラブが設立され、その男子第1チームは 2011年までブンデスリーガ 2部北地区に参加していた。2012年のシーズンからこのチームはブンデスリーガ 1部に昇格した。継続的なトレーニングを行うために、ラーンタールハレの一部は KTV オベーレ・ラーン e.V. 専用となっている。ここには体操のための用具が充実している。
ビーデンコプフの故郷の山で、マールブルク＝ビーデンコプフ郡の最高峰ザックブファイフェ（673.3 m 市内=郡内の最高地点は 660 m 付近）で、市営企業が夏ソリのコースを持つザックプファイフェ余暇センターとウィンタースポーツセンターを運営している。後者には人工照明、チェアリフト、シュプールの付いた長距離コースのあるスキーゲレンデが設けられている。こうした施設は地元のスキークラブ・ザックプファイフェの協力により保守運営されている。このスキークラブは長距離コース沿いのクラブ固有のスキーヒュッテも保有している。
ビーデンコプフには多くのケーゲルクラブがある。公共のケーゲル場は、旅館「ディー・エッセ」（ボウリング場もある）、ビュルガーハウス、ホテル「フラウエンタール」の別館にある。スポーツケーゲルクラブは一時ブンデスリーガ 2部で活動していた。その後、合併がなされ、 KSG-ヒンターラント e.V. としてヘッセンリーガでプレイしている。
TV ビーデンコプフのバレーボール部門は1971年に設立され、その男子チームが1985/86年シーズンをブンデスリーガ2部でプレイするなど1980年代に成功を収めた。

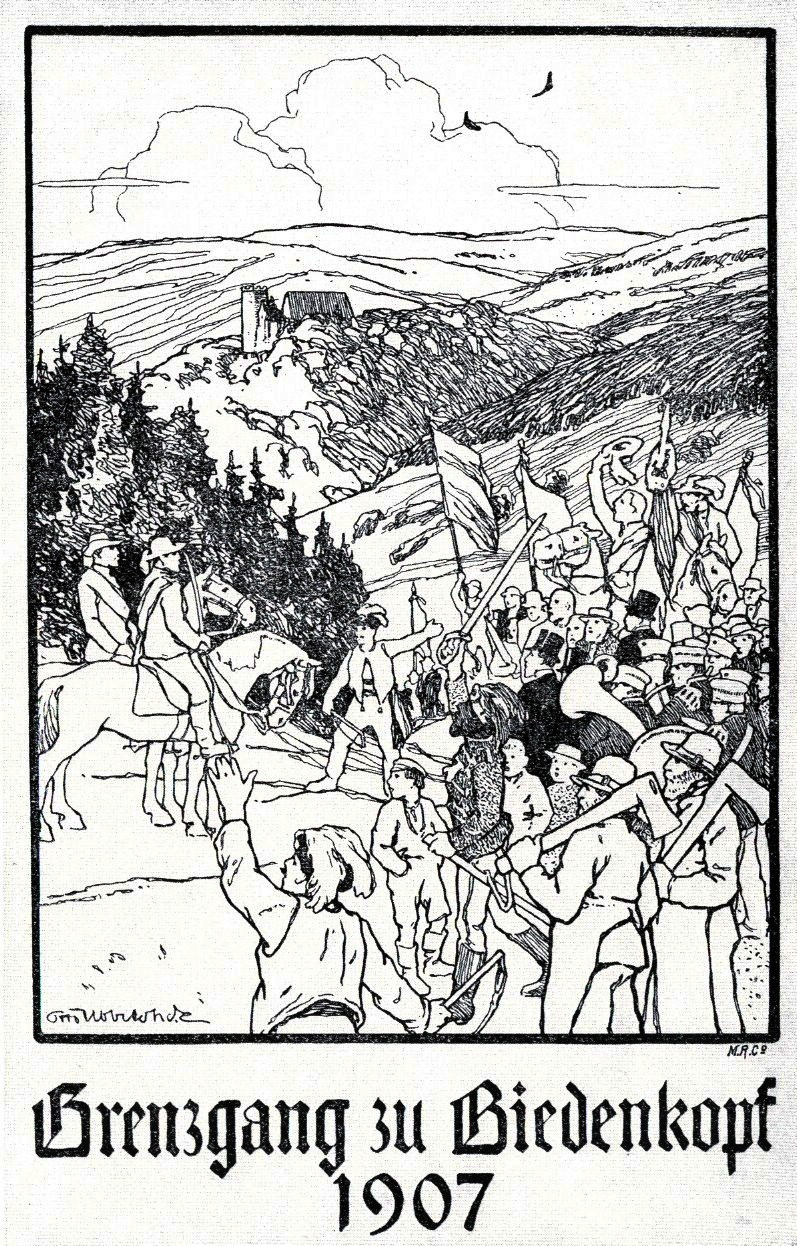
オットー・ウベローデで描いた1907年のグレンツガングのポスター

### 定期行事
7年に1度、8月第3週の木曜日から土曜日までビーデンコプフで「グレンツガング」が開催される。約1万人の来客があるこの最大の世俗祭は、隣接する町との境界をはっきりさせるための国境巡察に由来する。グレンツガングは1693年から行われていたことが証明されている。1839年から祭へと変化した。一番近い祭は、2012年に開催される。

### カルトッフェルブラーテン
地元で「デア・ブロット」と呼ばれるカルトッフェルブラーテン（ジャガイモ焼き）は典型的なビーデンコプフの習慣である。この習慣は、秋のジャガイモの収穫から派生した。初秋には数多くの森の広場で伝統的にブナの熾き炭で生のジャガイモが焼かれる。新たに伐採されたブナの木材で焚き火が行われ、熾き炭が作られる。十分な量の熾き炭が用意できたらすぐに、炭を炎から出して平らに広げる。そしてジャガイモは初め熾き炭の上でまず「汗をかくまで」熱せられる。これによって余分な水分がジャガイモから蒸発する。その後ジャガイモは熾き炭で完全に覆われ、十分に焼けた状態にする。焼き上がった後、適切な器具でジャガイモを火から取り出す。理想的には柄の長い目のつんだフォークのようなものである。焼き上がり、皮をむいていないジャガイモはバターと塩で味付けされ、レバーソーセージやサラダを添えて食される。ビーデンコプフでは、伝統的に付け合わせのサラダは3種類である: ダイコンのサラダ、タマネギのサラダ、ニシンのサラダである。火は、ブラートマイスター（焼き責任者）によって午前中に点火され、昼にはジャガイモを焼くのに十分な量の熾き炭が得られるようにしておく。ジャガイモを焼いた後の火と薪は引き続き手を入れてその日のうちは十分な炭を確保する。午後から夕方にかけて、メットヴルスト（脂肪分の少ない挽肉で作られたソーセージ）や小さく切り分てベーコンを巻いたミートローフなどがその炭で焼かれる。さらに生ビール（ピルスナービール）や（主にキャラウェイの）リキュールを飲む。
- ブナの薪を使うのが伝統的なカルトッフェルブラーテンのやり方である。
- ジャガイモを焼く前に、しばらくの間乾燥させる。
- 焼き上がったジャガイモはサラダ（写真はタマネギサラダ）とともに食する。

### ビーデンコプフと芸術
ビーデンコプフはヴォルフガング・ガーベルの小説「Fix und Fertig」（Beltz & Gelberg出版、1978年）の名前が記されていない舞台であり、シュテファン・トーメの小説「Grenzgang」（Suhrkamp出版、2009年）の舞台「ベルゲンシュタット」のモデルである。第二次世界大戦後初のビーデンコプフ市長となったカール・ヒルレンブラントの、ビーデンコプフで育った同名の息子はその著書「Kottenbacher Geschichten oder Der Krieg fand eigentlich woanders statt」（Suhrkamp出版、1981年）で、子供の頃の思い出を綴っている。

### 歴史資料
ビーデンコプフ市の公文書は、ヘッセン州立文書館マールブルクに収蔵されている。収蔵資料は完全に公開されており、オンラインで閲覧可能である。

## 経済と社会資本

### 地域開発計画
ミッテルヘッセン地域計画 2001 には、旧郡庁所在地ビーデンコプフは田舎の地域の中級中心都市として指定されている。この街は、マールブルク - ダウトフェタール - ビーデンコプフ（- バート・ラースフェ）の地域軸の一部をなしている。この軸は、中規模中心都市間で機能を補い合うことで、大規模中心都市マールブルクに接する地域や広域交通網に結びついている地域と同様の地域開発を行うという課題を負っている。このためには公共交通の強化が特に重要である。さらに、ディレンブルク - シュテッフェンベルク - ブランデンバッハ - ビーデンコプフという軸で、集落を超えた近郊交通・住宅軸を形成している。ビーデンコプフは、ダウトフェタールやブライデンバッハと併せて、産業重点地域にも指定されている。

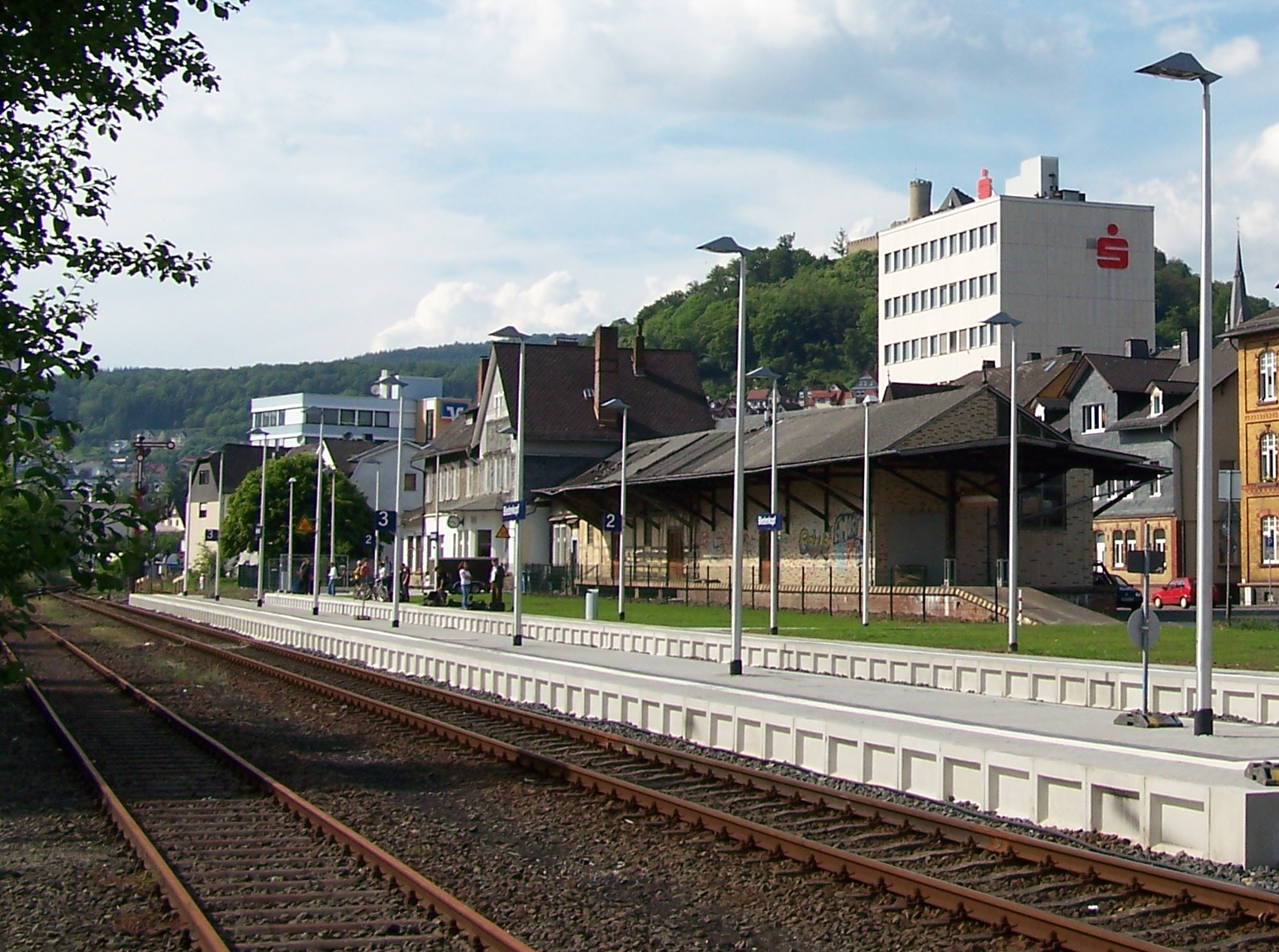
ビーデンコプフ駅

### 交通

#### 道路
- 連邦道 B62号線
- 連邦道 B62B号線
- 連邦道 B253号線
- 連邦道 B453号線

2本のレギオナル・バス路線 481系統と491系統の他に、ローカル・バス路線がある。

#### 鉄道
ビーデンコプフは、市内に2つの駅があり、ヴァラウ市区にも 1駅ある。

### 地元企業
ビーデンコプフとその市区には伝統的に機械製造、家具製造、型製造の業者が多くある。主な企業は、マイスナーAG（家具・道具製造）、BANSS シュラハト・ウント・フェルダーテクニーク GmbH や CFS（食品加工・包装システム、かつてはクレーマー＆グレーベ・ティロマート）などである。人工樹脂加工業もエルカメト社などがある。

### メディア
ビーデンコプフで最も大きなシェアを占める日刊紙がラーン＝ディル新聞グループのヒンターレンダー・アンツァイガーである。旧ビーデンコプフ郡向けの地方面は、マールブルクのオーバーヘッシシェ・プレスにもある。さらに、オーバーヘッシシェ・プレス社のヒンターラント・エクストラ、ギーセンの出版社が発刊するMAZ（ミッテルヘッシシェ・アンツァイゲン・ツァイトゥンク）やゾンターク・モルゲンマガツィーンといったフリーペーパーがある。

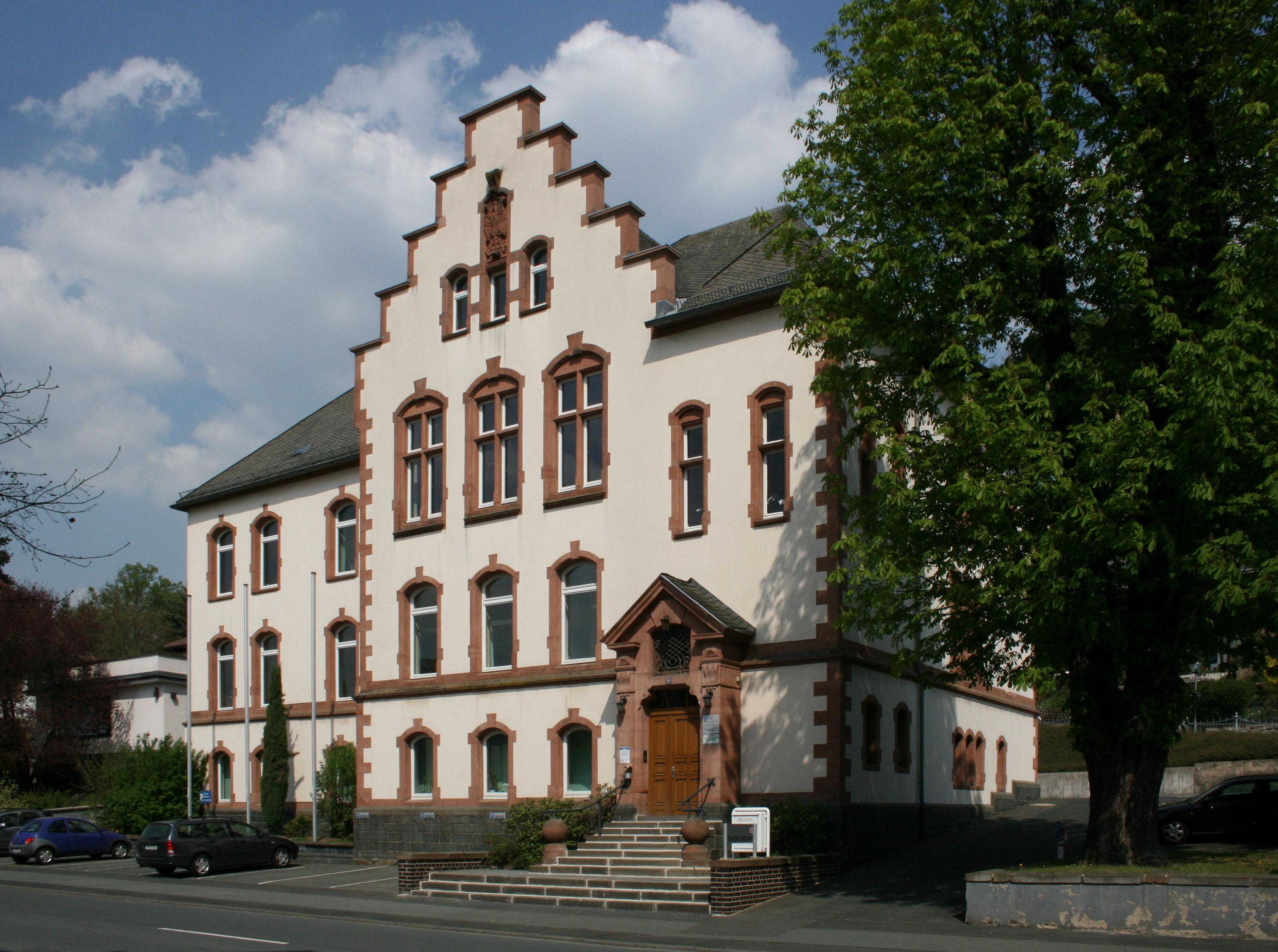
区裁判所

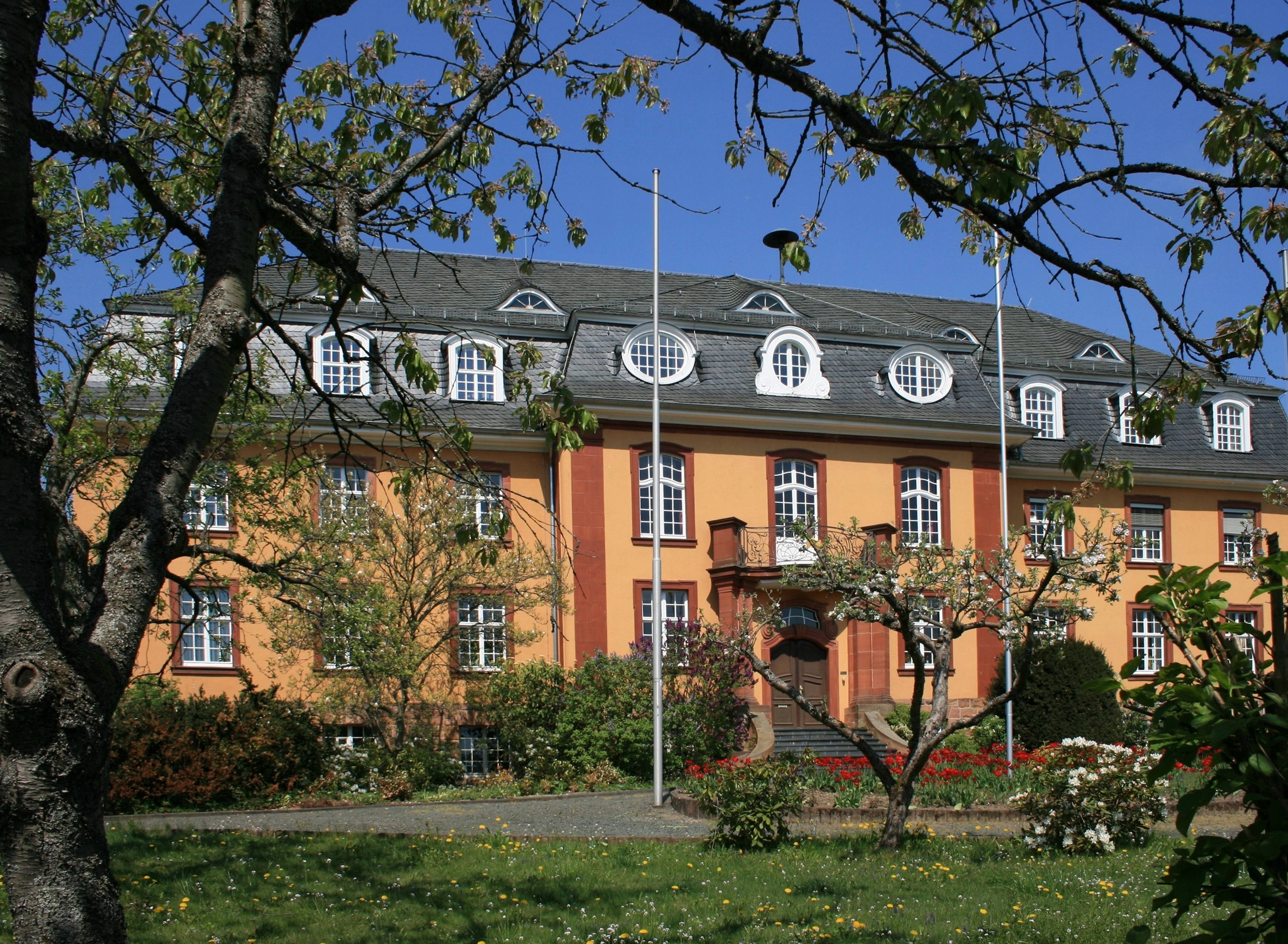
郡役場支所

### 公共機関
- ビーデンコプフ区裁判所
- マールブルク＝ビーデンコプフ郡郡役場の支所。かつての郡庁舎に入っている。同じ建物に、自動車登録局、ジョブセンター、市民大学、土木監督局、青少年局、外国人管理局が入っている。
- 税務署（マールブルク＝ビーデンコプフ税務署の支署）
- 職業安定所（ヴェッツラー職業安定所の支所）
- ビーデンコプフ郡手工業組合
- ディレンブルク商工会議所の支所
- ビーデンコプフ・メディアセンター - マールブルク＝ビーデンコプフ郡に 3つあるメディアセンターのうちの 1つ
- プロテスタントのビーデンコプフ教区監督局財務事務所
- ユースホステル
- 幼稚園 3園
- ビーデンコプフとヴァラウに1軒ずつある老人センター

### 警察署
ビーデンコプフには、ミッテルヘッセン警察本部の警察署がある。この警察署は、ホスピタル通りの旧農業学校に入っている。5つの業務グループと非中心捜査グループからなる。

### 技術救助隊
ビーデンコプフには THW（技術救助隊）の地区連盟がある。これはツークトルップ、第1救助グループ (B1)、第2救助グループ (B2)、電気専門グループ (FgrE) からなる。さらにビーデンコプフには、THW-ユーゲントグループがある。

### 自衛消防団
ビーデンコプフにおける自衛消防団の存在は1868年から証明されている。第一次世界大戦後、この郡庁所在地には職業消防団が設けられたのだが、1924年に再び自衛消防団に置き換えられた。1920年代末から1930年代の初めにかけてモータリゼーションが実用に供され始めた。ビーデンコプフの自衛消防団は、その後十年で近代的な装備を有する消防団に発展した、郡や州が保有する消火器も（たとえば第二次世界大戦の空襲後にフランクフルト・アム・マインやカッセルで見られたような）大火災の押さえ込みの一助となった。1954年にビーデンコプフ郡消防団連盟の50周年を記念して郡消防会議が開催された。この消防団とフランスのラ・シャリテ＝シュル＝ロワールやベルギー＝フラマン地方の Oostduinkerke aan Zee の消防団との間の友好関係は、これらの街との公式な姉妹都市協定締結の基盤となった。1970年代初めに消防団の組織は法的な変更により、公的な機関として組織された。それまでは社団法人の組織であった。市の火災監督官が設けられた。この監督官は、独立した組織であるデクスバッハ、エンゲルバッハ、エッケルスハウゼン、コムバッハの各市区の消防団に対する指揮命令権をも有している。1976年にラーン川近くの広い土地がビーデンコプフ消防団の拠点として運用開始された。ここには火の見櫓の他、ガレージ、作業所、研修施設が用意されている。自衛消防団の仕事は、青年消防団によって補われており、その団員から次世代の消防団員が募集される。増え続ける工業進出や新たな課題によって増加する要求に対して技術装備は適応していった。現在所有している約12台の緊急車両には、1台の緊急指令車輌や 30 m のはしご車が含まれる。

### 救護所
ビーデンコプフにはドイツ赤十字 (DRK) ミッテルヘッセン救護隊の救護所がある。この救護所は、バイパス道路の出入り口に直接面した旧EONの敷地にある。ここでは、12人のコ・メディカルが時間交代制で勤務している。管轄地域は、ビーデンコプフ、エッケルスハウゼン、コムバッハ、カッツェンバッハ、ヴォルフグルーベン、ヴァイフェンバッハ、ヴァラウである。ブライデンシュタイン、ブライデンバッハ、クライングラーデンバッハ、ヴィーゼンバッハ、デクスバッハ、エンゲルバッハは夜間のみ宿直者によって救護活動がなされている。この地域で1年間に約2300人の救護の利用がある。

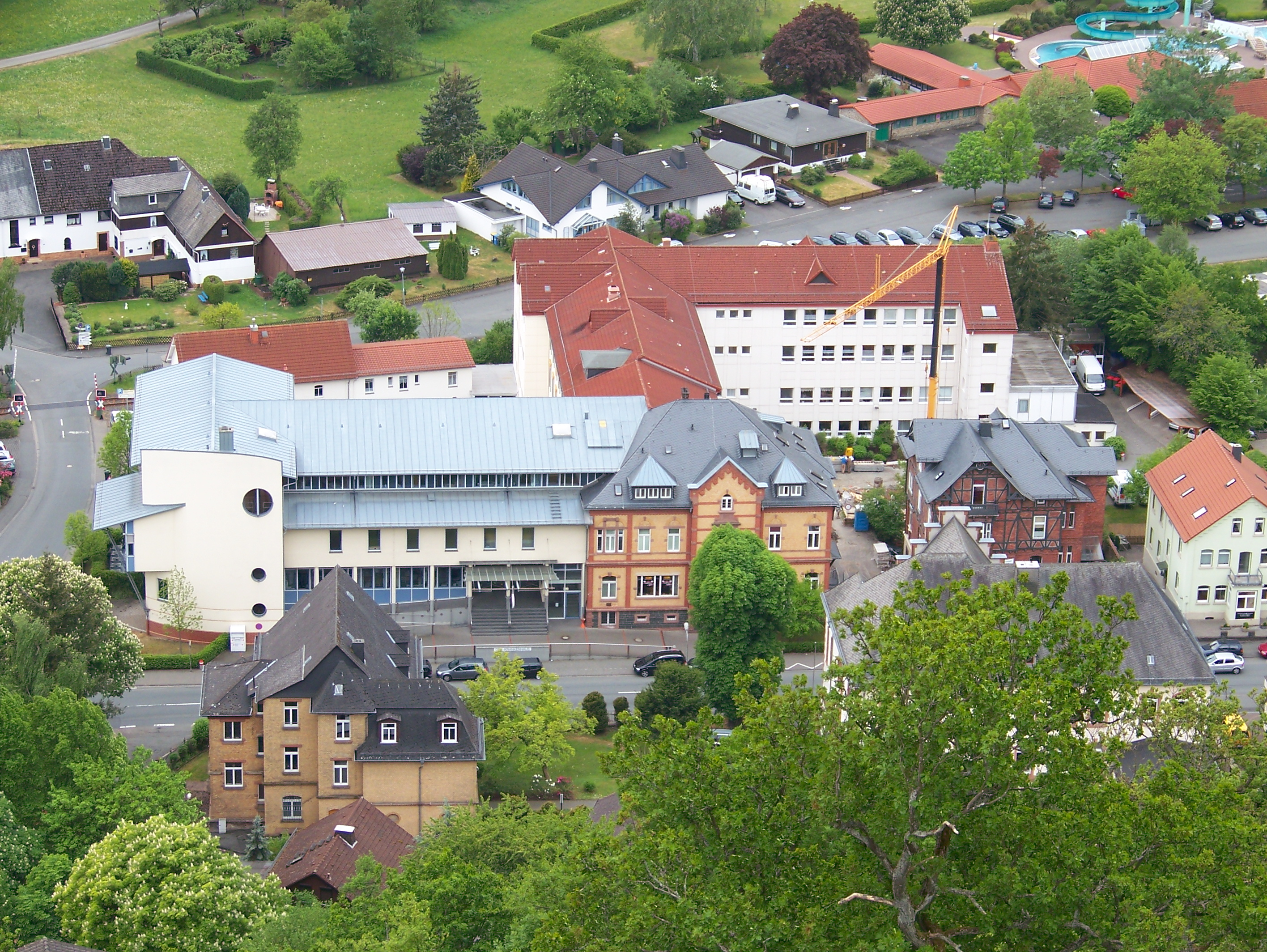
ビーデンコプフのドイツ赤十字病院

### 病院
ビーデンコプフには、病床数105床のドイツ赤十字病院がある。経営者はドイツ赤十字ビーデンコプフ・クライス連盟 e.V. である。
診療科は、外科の他に婦人科、産科、内科、泌尿器科がある。また 2008年2月11日からは 6 床の集中治療室が稼働している。医療従事者は民営のギーセンおよびマールブルク大学病院 GmbH との協力契約により、この病院に配属され、集中治療室運営の力となっている。

### ザックプファイフェ送信所
1953年からザックプファイフェ山上にヘッセン放送の超短波およびテレビ放送の送信所がある。アンテナは、北緯50度57分08秒 東経08度32分01秒 / 北緯50.95222度 東経8.53361度にあり、1.8 m × 1.8 m の土地を占め、張り線によって支えられた高さ 210 m の鋼鉄製のマスト上にある。

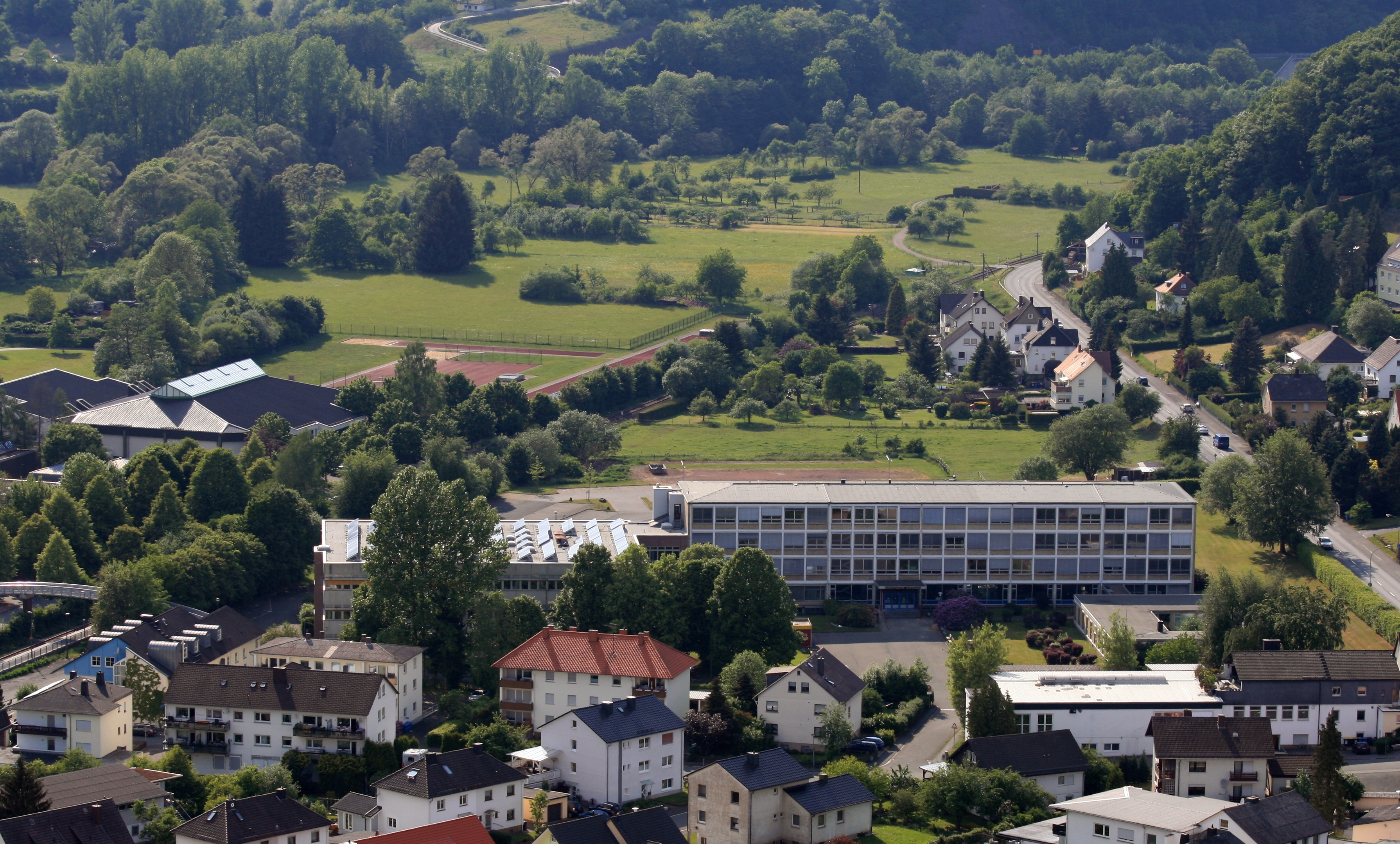
ビーデンコプフ職業学校

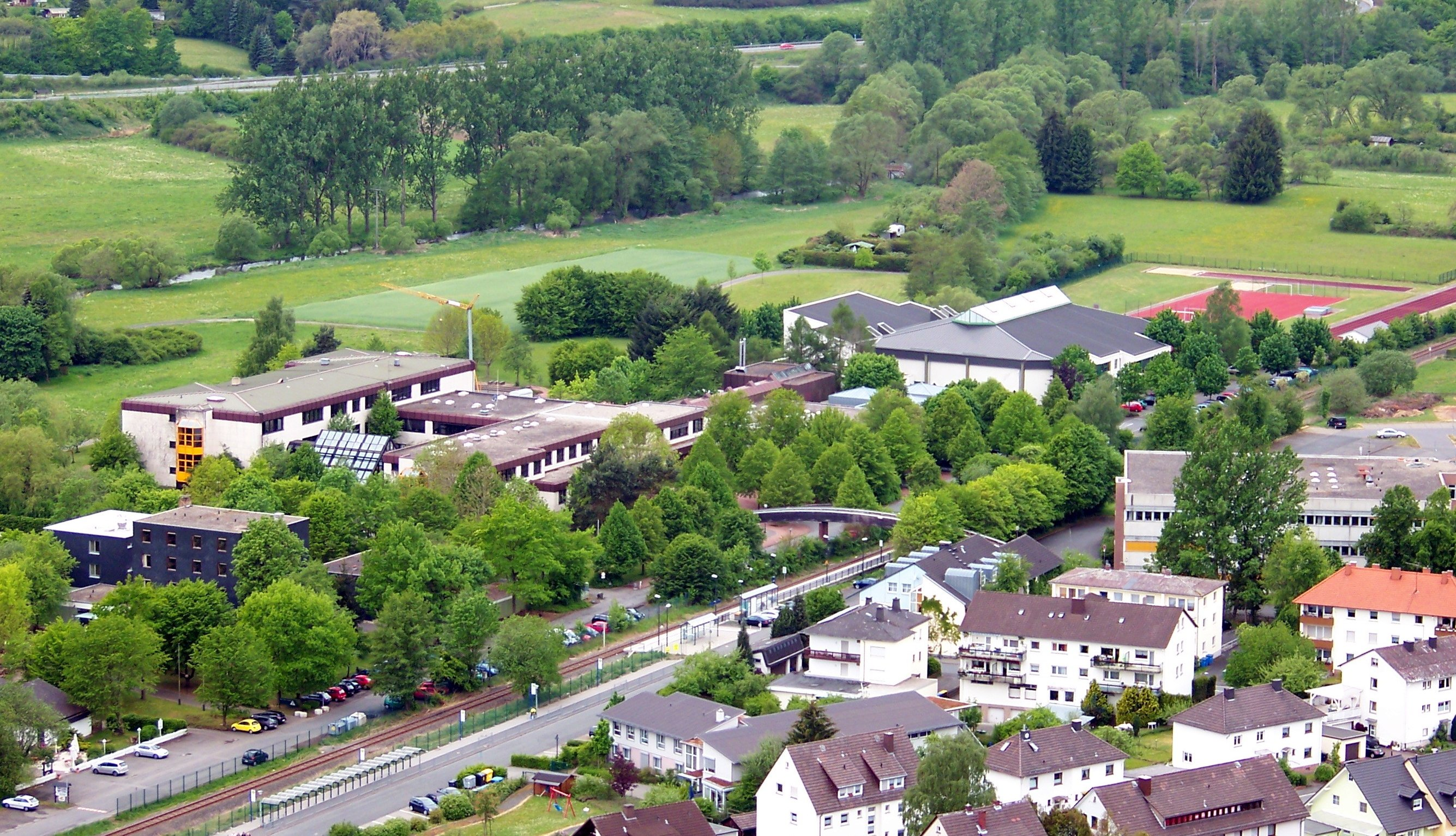
ラーンタールシューレ・ビーデンコプフ

### 教育
- ビーデンコプフ職業学校
- ビーデンコプフ基礎課程学校
- ラーンタールシューレ・ビーデンコプフ (LTS)（ギムナジウム）
- ミッテルプンクトシューレ・ヴァラウ (MPS)（基礎課程・本課程学校）
- シュタットシューレ・ビーデンコプフ（実科・本課程学校）
- マールブルク＝ビーデンコプフ市民大学
- 音楽学校（私立）
- 市立および学校共用図書館（シュタットシューレ内、旧営林署）

ミッテルヘッセン工科大学は、デュアル・キャンパス構想シュトゥディウム・プラスの枠組みに沿ってビーデンコプフに分校を設けた。ビーデンコプフ職業学校の建物内に2012 / 13年の冬学期から、定員25名の型工学を専門とする工学部の学士課程の学生の教室が用意されている。産業地域の拡大と、それに伴って伝統的な型作り産業の採用が増加したことが、こうしたアカデミックな専門家の設置を可能にした。

## 人物

### 出身者
- フィリップ・マルクス（1982年 - ）テニス選手

## 引用
1. ↑  Hessisches Statistisches Landesamt: Bevölkerung in Hessen am 31.12.2023 (Landkreise, kreisfreie Städte und Gemeinden, Einwohnerzahlen auf Grundlage des Zensus 2011)]
2. ↑  Max Mangold, ed (2005). Duden, Aussprachewörterbuch (6 ed.). Dudenverl. p. 201. ISBN 978-3-411-04066-7
3. ↑  ヘッセン統計局、ヴィースバーデン、2009年（2012年5月12日 閲覧）
4. ↑  Großh.-Hess. Reg.-Bl. 1832, p. 365, p. 564.
5. ↑  Yunus Emre Camii モスク、モスク検索情報サービス（2012年5月12日 閲覧）
6. ↑  2011年3月27日の市議会議員選挙結果、ヘッセン州統計局（2012年5月12日 閲覧）
7. ↑  姉妹都市（2012年5月12日 閲覧）
8. ↑  欧州議会の評価リスト Archived 2014年9月1日, at the Wayback Machine. (PDF) （2012年5月12日 閲覧）
9. ↑  [ww.marburg-biedenkopf.de/kultur/hinterlandmuseum-schloss-biedenkopf/ ヒンターラント博物館、ビーデンコプフ城]マールブルク＝ビーデンコプフ郡のウェブサイト（2012年5月12日 閲覧）
10. ↑  エッケルスハウゼンの音楽の日（2012年5月12日 閲覧）
11. ↑  KTV オベーレ・ラーンがブンデスリーガ 1部に参戦 deutsche-turnliga.de 2012年1月6日付け（2012年5月12日 閲覧）
12. ↑  Freizeitzentrum Sackpfeife-Biedenkopf Freizeit Mittelhessen（2012年5月12日 閲覧）
13. ↑  Biedenkopf - Freizeit, Erholung und Kultur - Sackpfeife（2012年5月12日 閲覧）
14. ↑  Skiclub Sckpfeife e.V.（2012年5月12日 閲覧）
15. ↑  KSG Hinterland e.V.（2012年5月12日 閲覧）
16. ↑  TV ビーデンコプフ（2012年5月12日 閲覧）
17. ↑  Grenzgangverein Biedenkipf e.V.（2012年5月12日 閲覧）
18. ↑  Hessisches Archiv-Dokumentations- und Informations-System: HStAM Best. 330 Biedenkopf（2012年5月15日 閲覧）
19. ↑  ドイツ赤十字ビーデンコプフ・クライス連盟
20. ↑  Sendemast Biedenkopf-Sackpfeife structurae（2012年5月15日 閲覧）